# Rhodina hyporrhoda
Rhodina hyporrhoda är en fjärilsart som beskrevs av Turner 1902. Rhodina hyporrhoda ingår i släktet Rhodina och familjen nattflyn. Inga underarter finns listade.